# Pierre de La Jugie
Pierre de La Jugie de La Montre (1319-1376), neveu de Clément VI et cousin de Grégoire XI, fut archevêque de Saragosse, Narbonne et Rouen, cardinal de Sainte-Marie in Cosmedin (1375-1376), dit le cardinal de Narbonne.

## Biographie
Il naquit au hameau de La Jugie, dans la paroisse d’Eyrein, près de Rosiers-d’Égletons. Il était le fils de Jacques de La Jugie, anobli en 1338, et de Guillaumette Roger,, sœur de Pierre Roger, futur Clément VI. Son frère Guillaume (1317-1374) est créé cardinal en 1342, son frère Hugues est évêque de Béziers puis de Carcassonne (1371), tandis que sa sœur est abbesse de La Règle.

### De Cluny à Narbonne en passant par Saragosse

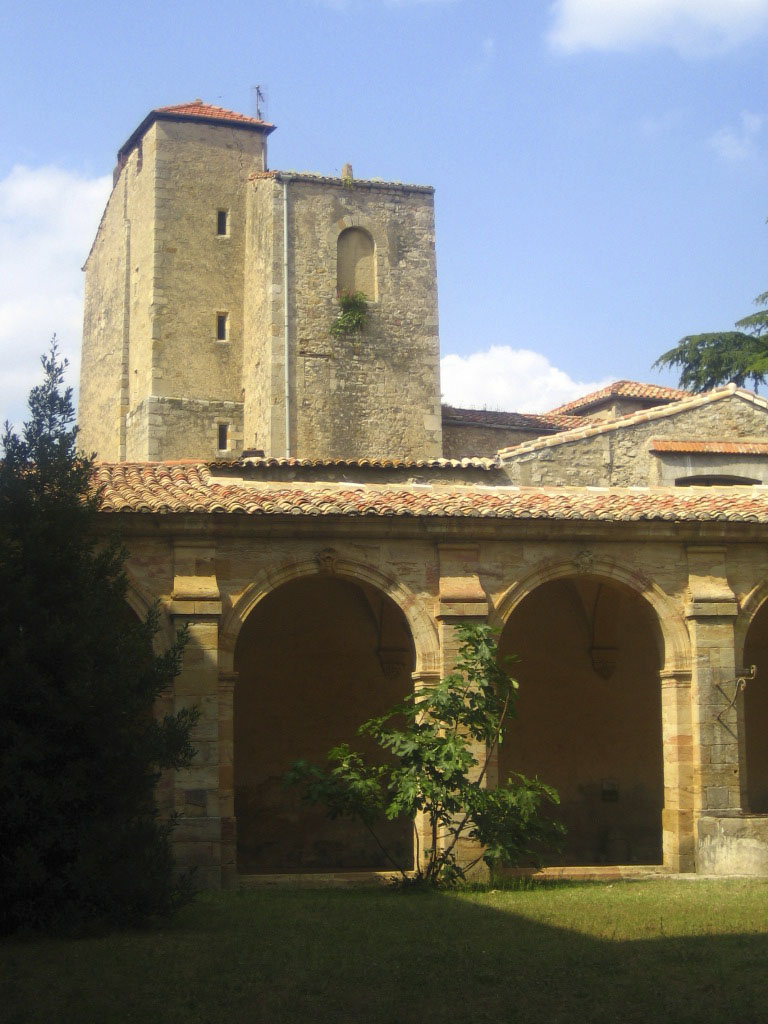
Abbaye Sainte-Marie de Lagrasse

Il entra d’abord chez les bénédictins de Cluny puis fit ses études de droit canon à l’Université d’Orléans d’où il sortit docteur en 1344.
En 1332, il reçoit le prieuré de Saint-Pantaléon, vacant à la suite du départ de Nicolas Roger. Il devient ensuite prieur de Sainte-Livrade dans le diocèse d’Agen puis Clément VI le nomma abbé de Saint-Jean-d'Angély le 18 août 1342. Il cumula cette charge avec celle de l'abbaye de Lagrasse le 4 février 1343.
Clément VI le plaça ensuite sur le siège épiscopal de Saragosse le 2 mars 1345. Puis il fut transféré par son oncle dans le prestigieux archidiocèse de Narbonne dont il devint l’archevêque le 10 janvier 1347.
Il poursuit la construction de la cathédrale Saint-Just et édifie une partie du palais archiépiscopal. Il est également à l'origine de la rédaction du Livre Vert, inventaire des droits et biens de l'archevêché.
Assista aux conseils provinciaux de Béziers en 1351 et de Lavaur en 1368. Légat du roi Charles V de France devant le pape Urbain V à Avignon vers 1369.

### La réception d’Urbain V à Montpellier
Au début janvier 1367, en route vers Montpellier, Urbain V, fut accueilli à Castelnau-le-Lez par le clergé sous la conduite de l’archevêque de Narbonne. Le pape avait quitté Avignon pour suivre les travaux de l’église de Saint-Germain en construction.
Elle fut consacrée, le 30 janvier, en présence du Souverain Pontife et ce fut l’archevêque de La Jugie qui y célébra la première messe. Sur l’autel avait été placé un tabernacle d’argent dans lequel était enchâssée une image de la Vierge en argent doré offerte par le pape.

### L’archevêque de Rouen devient cardinal

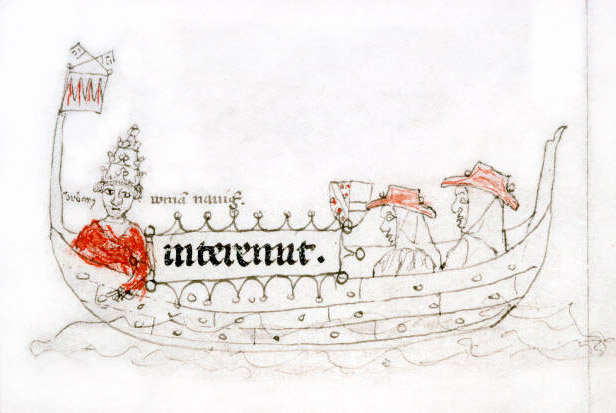
Enluminure dans "Miscellanea historica" représentant Urbain V et deux cardinaux, celui qui est surmonté d'un blason est Pierre de La Jugie, lors du voyage vers Rome, BM Ceccano d'Avignon

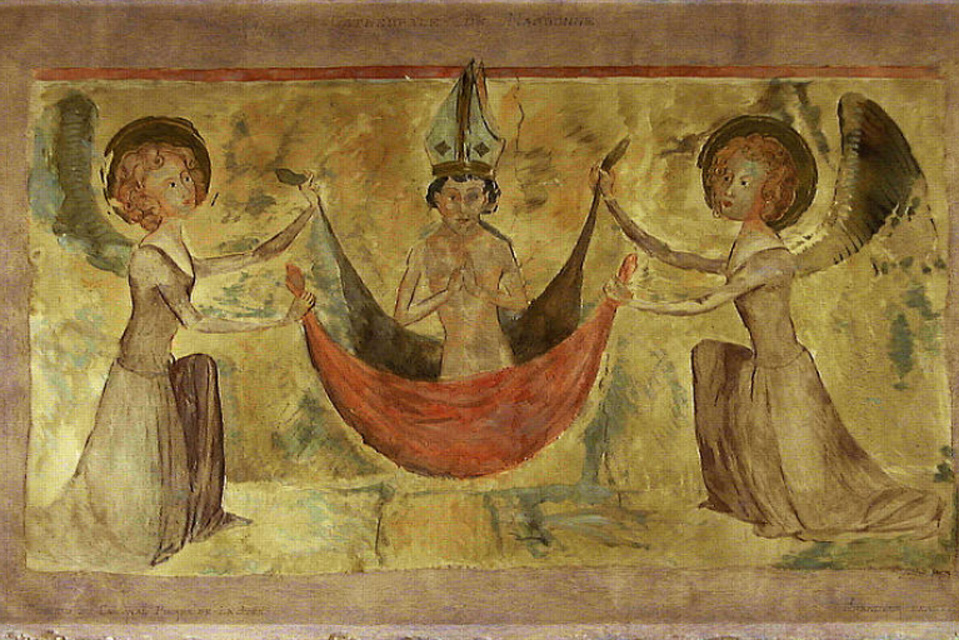
Âme de Pierre de La Jugie emportée au ciel, fresque de la cathédrale Saint-Just de Narbonne

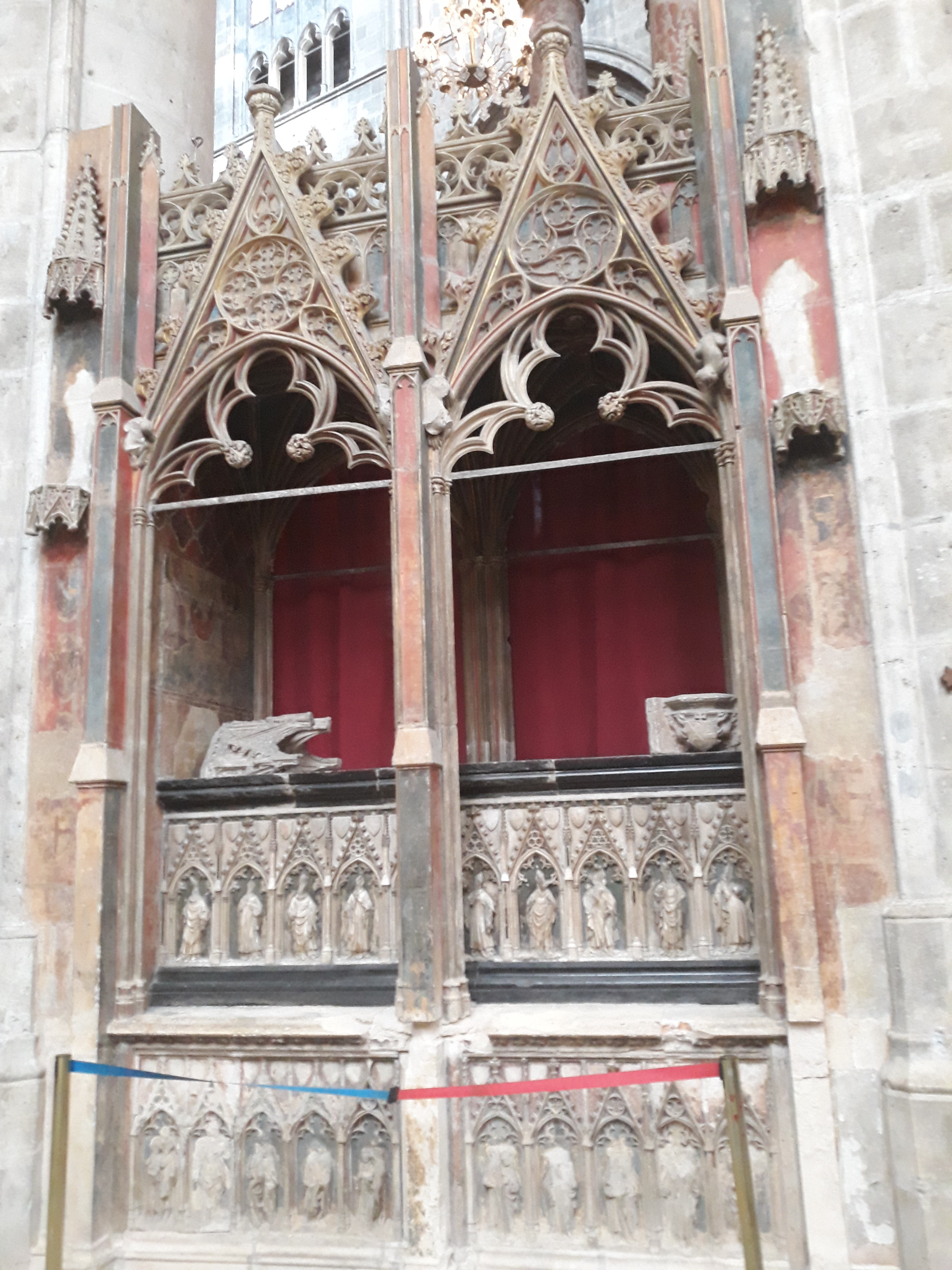
Tombeau de Pierre de La Jugie dans la Cathédrale Saint-Juste et Saint-Pasteur de Narbonne.

Le 27 août 1375, son cousin Grégoire XI le nomma responsable de l'archevêché de Rouen, le plus riche de France, puis, lors du consistoire du 20 décembre 1375, il le nomma cardinal-prêtre au titre de Sainte-Marie in Cosmedin. Il semble ne jamais s'être déplacé à Rouen et c'est son procureur Pierre Bégon qui y est reçu par le chapitre le 9 octobre 1375.
Il accompagna le pape lors de son retour à Rome. Malade, lors de l’escale de la flotte pontificale à Livourne, le 7 novembre 1376, il fut contraint de rester dans ce port une semaine. Il y teste le 15 novembre 1376. Ayant rejoint Pise, il y mourut le 21 novembre 1376.
D’abord inhumé dans la cathédrale Sainte-Marie de Pise, il fut ensuite enterré à Narbonne dans le superbe tombeau gothique de marbre qu’il avait fait ériger à son intention dans la cathédrale Saint-Just et Saint-Pasteur, au pourtour du chœur.

### Héraldique
| Blason d'Eyrein | Blason du cardinal Pierre de La Jugie parti, au 1er d'argent à la bande d'azur accompagnée de six roses de gueules posées en orle, qui sont des Roger de Beaufort, au second, d'azur à la fasce d'or, qui est de La Jugie[réf. nécessaire] |